# Czerniak (województwo kujawsko-pomorskie)
Czerniak – wieś w Polsce położona w województwie kujawsko-pomorskim, w powiecie mogileńskim, w gminie Mogilno.

## Położenie
Wieś położona jest 3,5 km na północny wschód od Kwieciszewa.

## Pomniki przyrody
Znajduje się tutaj park (powierzchnia 1,0 ha) z XIX wieku, na którego terenie znajdują się trzy pomnikowe lipy szerokolistne o obwodzie 280-310 cm. Nad brzegiem zalewu powstałego przez spiętrzenie Jeziora Pakoskiego znajdują się zabudowania rybakówki. Przy niej ustawiono pomnikowy głaz - czerwony granit o obwodzie 930 cm, wydobyty podczas pogłębiania jeziora.

## Podział administracyjny
W latach 1975–1998 miejscowość administracyjnie należała do województwa bydgoskiego.

## Demografia
Według Narodowego Spisu Powszechnego (2011) liczyła 81 mieszkańców. Jest 40. co do wielkości miejscowością gminy Mogilno.